# جيمس كينيدي
جيمس كينيدي (بالإنجليزية: James Kennedy )‏ (و. 1853 – 1928 م) هو سياسي، ومحامي، من الولايات المتحدة الأمريكية، ولد في لوولفيل، كان عضوًا في الحزب الديمقراطي الأمريكي، والحزب الجمهوري، توفي في يونغزتاون، أوهايو، عن عمر يناهز 75 عاماً.

## مناصب
تولى منصب عضو مجلس النواب الأمريكي.